# Barra di Weber
La barra di Weber è un dispositivo usato nella rilevazione di onde gravitazionali escogitato e costruito dal fisico Joseph Weber all'Università del Maryland. Il dispositivo è costituito da cilindri di alluminio multipli di 2 metri in lunghezza e 1 in diametro, antenne per rilevare onde gravitazionali teoriche .
Intorno al 1968, Weber raccolse ciò che egli dedusse essere "buona evidenza"  del fenomeno teorizzato. Ad ogni modo, i suoi esperimenti furono replicati molte volte, sempre con risultato nullo.
Tali esperimenti condotti da Joseph Weber furono molto controversi, e i suoi risultati positivi avuti con il dispositivo, in particolare la sua asserzione di avere rilevato nel 1987 onde gravitazionali della supernova 1987a, furono fino allora largamente considerate screditate. La critica dello studio ha messo a fuoco l'analisi dei dati di Weber e le sue definizioni incomplete di cosa significasse la forte vibrazione del passaggio di un'onda gravitazionale. Comunque, una recente analisi ha suggerito che la sua affermazione può aver bisogno di una revisione .
La prima "Antenna di Onde Gravitazionali" di Weber fu esibita all'Istituto Smithsoniano come in parte di "Einstein: una Mostra Centenaria" dal marzo 1979 al marzo 1980.

## Meccanismo
Questi cilindri di alluminio massicci vibrarono a una frequenza di risonanza di 1660 hertz e furono progettati per essere messi in moto dalle onde gravitazionali predette da Weber. Per il fatto che queste onde furono ipotizzate così deboli, i cilindri dovevano essere massivi e i sensori piezoelettrici molto sensibili, capaci di rilevare un cambiamento nelle lunghezze dei cilindri da circa 10−16 metri .